# Matthew Antoine
Matthew Antoine (Prairie du Chien, 2 de abril de 1985) es un deportista estadounidense que compitió en skeleton. 
Participó en los Juegos Olímpicos de Sochi 2014, obteniendo la medalla de bronce en la prueba masculina individual. Ganó una medalla de oro en el Campeonato Mundial de Skeleton de 2012, en la prueba mixta por equipos.

## Palmarés internacional
| Juegos Olímpicos   | Juegos Olímpicos             | Juegos Olímpicos  | Juegos Olímpicos |
| Año                | Lugar                        | Medalla           | Prueba           |
| ------------------ | ---------------------------- | ----------------- | ---------------- |
| 2014               | Sochi (Rusia)                | Medalla de bronce | Individual       |
| Campeonato Mundial |                              |                   |                  |
| Año                | Lugar                        | Medalla           | Prueba           |
| 2012               | Lake Placid (Estados Unidos) | Medalla de oro    | Equipo mixto     |